# مقاطعة طوسمريب
مقاطعة طوسمريب (بالصومالية: Degmada Dhuusamareeb)‏ إحدى مقاطعات محافظة جلجدود التابعة لولاية غلمدغ بوسط الصومال، عاصمتها طوسمريب، العاصمة الإدارية للولاية ومحافظة جلجودود، تستوطن المقاطعة عشيرة هيراب المنحدرة من الهوية، وبالأخص عشيرة عير فخذ قبيلة هبر جدير.
أودى انفجار قنبلة وُضعت على جانب الطريق إلى مقتل 13 من قوات الأمن في طوسمريب في 6 فبراير 2021، بعد وقت قصير من الإعلان عن انهيار المحادثات حول الانتخابات الرئاسية الصومالية لعام 2021، واتُّهمت حركة الشباب بالعملية.

## روابط خارجية
- مقاطعات الصومال
- الخريطة الإدارية لمقاطعة طوسمريب